# بتسوکای، هوکایدو
بتسوکای، هوکایدو (به لاتین: Betsukai, Hokkaido) یک منطقهٔ مسکونی در ژاپن است که در Nemuro Subprefecture واقع شده‌است.
 بتسوکای  ۱۶٬۳۳۵ نفر جمعیت دارد.